# Nikola Vujnović
Nikola Vujnović (en serbio: Никола Вујновић; Cetiña, 11 de enero de 1997) es un futbolista montenegrino que juega en la demarcación de delantero para el F. K. Partizani de la Superliga de Albania.

## Selección nacional
Tras jugar en la selección de fútbol sub-17 de Montenegro, la sub-19 y la sub-21, finalmente hizo su debut con la Montenegro el 7 de octubre de 2020 en un partido amistoso contra Letonia que finalizó con un resultado de empate a uno tras el gol de Igors Tarasovs para Letonia, y de Igor Ivanović para el combinado montenegrino.

## Clubes
| Club                          | País           | Año       | Partidos | Goles |
| ----------------------------- | -------------- | --------- | -------- | ----- |
| F. K. Radnički Obrenovac      | Serbia         | 2012-2014 | 20       | 4     |
| F. K. Rad (cedido)            | Serbia         | 2014      | 1        | 0     |
| Villarreal C. F. "C"          | España         | 2015-2018 | 46       | 9     |
| Villarreal C. F. "B"          | España         | 2018-2019 | 18       | 3     |
| F. K. Podgorica               | Montenegro     | 2019-2020 | 33       | 7     |
| F. K. Voždovac                | Serbia         | 2020-2022 | 46       | 16    |
| Sporting Kansas City (cedido) | Estados Unidos | 2022      | 10       | 1     |
| H. N. K. Gorica               | Croacia        | 2022-2024 | 50       | 7     |
| Sumgayit F. K.                | Azerbaiyán     | 2024-2025 | 16       | 2     |
| F. K. Partizani               | Albania        | 2025-     |          |       |